# Machilus verruculosa
Machilus verruculosa är en lagerväxtart som beskrevs av Hsi Wen Li. Machilus verruculosa ingår i släktet Machilus och familjen lagerväxter. Inga underarter finns listade i Catalogue of Life.